# شیروآن

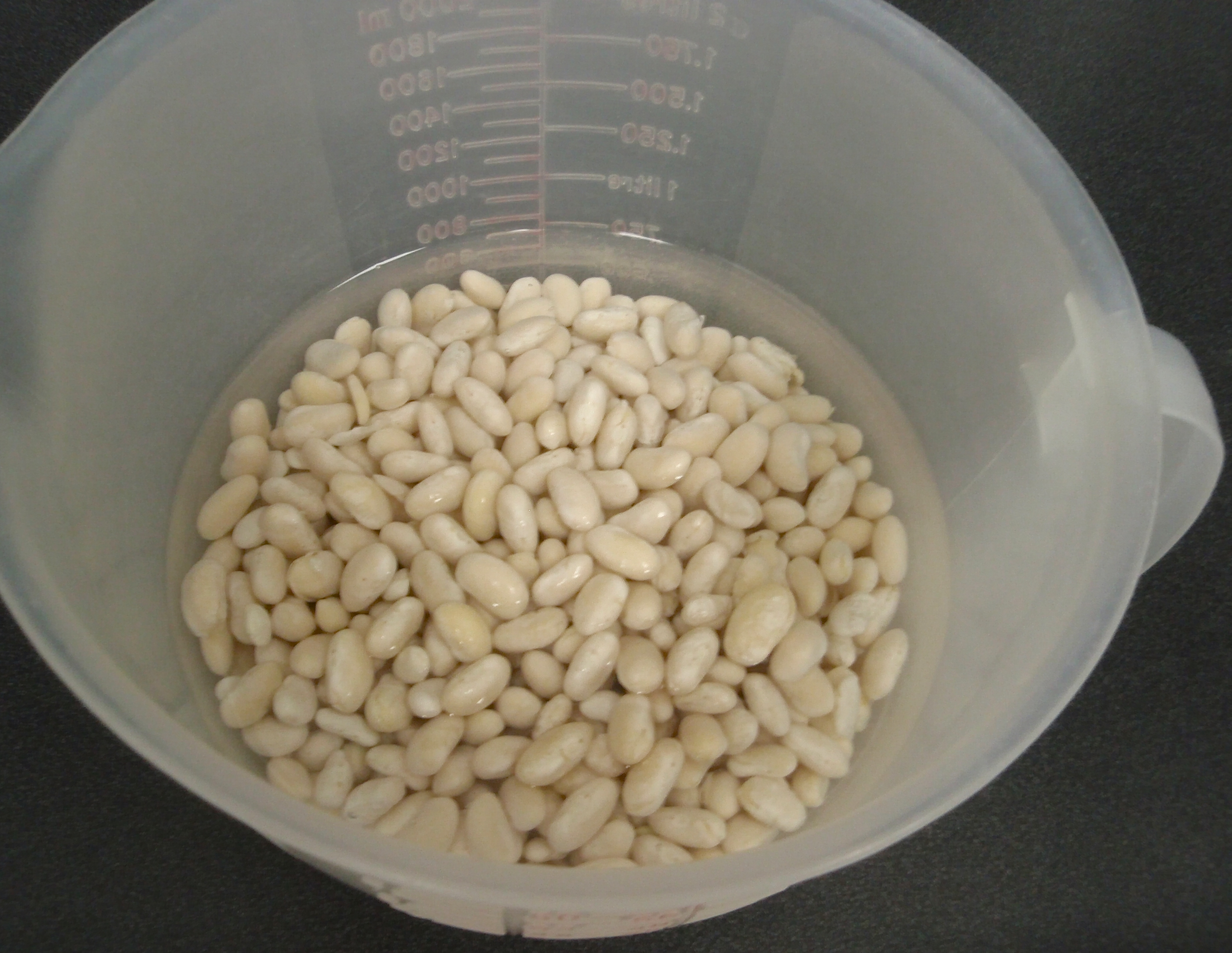
لوبیای سفید ماده اصلی شیروآن است.

شیروآن (به ژاپنی: 白餡 しろあん konashi) یک نوع پوره است که لوبیای سفید یا لوبیای آزوکی سفید پخته و له شده تهیه می‌شود و طعم آن با شکر یا شهد شیرین می‌شود. شیروآن در شیرینی سنتی ژاپنی استفاده می‌شود.